# Иванов, Александр Петрович (фехтовальщик)
Иванов Александр Петрович (род. 18 февраля 1979, Тбилиси) — израильский фехтовальщик.

## Биография
С 1994 года проживает в Израиле.
Член сборной Израиля по фехтованию на шпагах с 2002 по 2009 год. Участник чемпионатов мира и Европы. Выступал за клубы Маккаби Иерусалим и Хапоэль Кфар-Саба. Многократный призёр и победитель чемпионатов и кубков Израиля. Чемпион ASA Израиля.
Судья международной категории (шпага, рапира).
Лучший судья Мира по шпаге 2013—2014 года. Лучший судья чемпионата Мира в Москве 2013 года.
Руководитель проекта Олимпийского Комитета Израиля «Рио-де-Жанейро 2016».
С августа 2010 главный тренер Фехтовального клуба «Маккаби» Иерусалим.
Олимпийский факелоносец, участник эстафеты огня летних ОИ 2012 на этапе в Афинах.